# Leah Williamson
Leah Cathrine Williamson (ur. 29 marca 1997 w Milton Keynes) – angielska piłkarka występująca na pozycji obrończyni w angielskim klubie Arsenal oraz w reprezentacji Anglii.